# Application-Layer Protocol Negotiation
ALPN (англ. Application-Layer Protocol Negotiation — протокол узгодження прикладного рівня) — це розширення Transport Layer Security (TLS), яке дозволяє прикладному рівню узгоджувати, який протокол слід виконувати через захищене з'єднання, таким чином, щоб уникнути додаткових двосторонніх запитів, і яке не залежить від протоколів прикладного рівня. Це потрібно для безпечних з'єднань HTTP/2, що покращує стиснення вебсторінок і зменшує їх затримку у порівнянні з HTTP/1.x. Стандарт ALPN з'явився внаслідок роботи Google, над уже вилученим протоколом SPDY, який став основою HTTP/2.

## Підтримка
ALPN підтримується цими бібліотеками.
- GnuTLS з версії 3.2.0, випущеної у травні 2013.[1]
- MatrixSSL з версії 3.7.1, випущеної у грудні 2014.[2]
- Network Security Services з версії 3.15.5, випущеної у квітні 2014.[3]
- OpenSSL з версії 1.0.2, випущеної у січні 2015.[4]
- LibreSSL з версії 2.1.3, випущеної у січні 2015.[5]
- mbed TLS (раніше PolarSSL) з версії 1.3.6, випущеної у квітні 2014.[6]
- SChannel з Windows 8.1 / 2012 R2.
- s2n з моменту першого публічного випуску, у червні 2015.
- wolfSSL (раніше CyaSSL) з версії 3.7.0, випущеної у жовтні 2015.[7]
- Go (у стандартній бібліотеці crypto/tls) з версії 1.4, випущеної у грудні 2014.[8]
- picotls.[9]
- JSSE в Java, починаючи з випуску JDK 9, у вересні 2017.[10], зворотно перенесена[en] у JDK 8, починаючи з квітня 2020.[11]
- BearSSL з версії 0.3.[12]
- Win32 SSPI з часу випуску Windows 8.1 та Windows Server 2012 R2, 18 жовтня 2013.[13]

## Історія
11 липня 2014 р. ALPN був опублікований як RFC 7301. Згодом замінює NPN.
Помилковий запуск TLS було вимкнено у Google Chrome, з версії 20 (2012), за винятком вебсайтів із попереднім розширенням NPN (англ. Next Protocol Negotiation — узгодження наступного протоколу).

## Приклад
ALPN - це розширення TLS, яке надсилається при відкритті сеансу рукостискання TLS 'Client Hello', і в ньому перелічуються протоколи, які підтримує клієнт (наприклад, веббраузер): 
```
    Handshake Type: Client Hello (1)
    Length: 141
    Version: TLS 1.2 (0x0303)
    Random: dd67b5943e5efd0740519f38071008b59efbd68ab3114587...
    Session ID Length: 0
    Cipher Suites Length: 10
    Cipher Suites (5 suites)
    Compression Methods Length: 1
    Compression Methods (1 method)
    Extensions Length: 90
    [other extensions omitted]
    Extension: application_layer_protocol_negotiation (len=14)
        Type: application_layer_protocol_negotiation (16)
        Length: 14
        ALPN Extension Length: 12
        ALPN Protocol
            ALPN string length: 2
            ALPN Next Protocol: h2
            ALPN string length: 8
            ALPN Next Protocol: http/1.1
```

 У результаті 'Server Hello', з вебсервера, також міститиметься розширення ALPN, яке підтверджує, який саме протокол буде використаний для запиту HTTP: 
```
    Handshake Type: Server Hello (2)
    Length: 94
    Version: TLS 1.2 (0x0303)
    Random: 44e447964d7e8a7d3b404c4748423f02345241dcc9c7e332...
    Session ID Length: 32
    Session ID: 7667476d1d698d0a90caa1d9a449be814b89a0b52f470e2d...
    Cipher Suite: TLS_ECDHE_RSA_WITH_AES_128_GCM_SHA256 (0xc02f)
    Compression Method: null (0)
    Extensions Length: 22
    [other extensions omitted]
    Extension: application_layer_protocol_negotiation (len=5)
        Type: application_layer_protocol_negotiation (16)
        Length: 5
        ALPN Extension Length: 3
        ALPN Protocol
            ALPN string length: 2
            ALPN Next Protocol: h2
```